# Cosaques du Terek
Pour les articles homonymes, voir Terek.

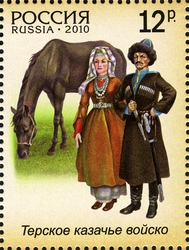
Cosaques du Terek, timbre russe de 2010.

La communauté militaire des cosaques russes du Terek a été formée en 1577 par des cosaques libres russes venus de la Volga vers le fleuve Terek, dans des territoires des principautés koumykes, sous protectorat russe. 

## Histoire
Installés initialement sur la rive gauche au nord du Terek, ils passèrent aux XVIIe et XVIIIe siècles sur la rive droite et s'installèrent dans la plaine Koumyke afin d'échapper au contrôle grandissant de l'Empire russe et de se protéger des attaques des montagnards. 
Les Cosaques du Terek jouèrent un rôle important dans la guerre du Caucase en défendant les voies de communication russes contre les attaques des montagnards. En 1832, ils furent organisés en cinq des dix régiments des Cosaques de la ligne du Caucase. En 1860, leur territoire devint l’oblast du Terek avec pour capitale Vladikavkaz.
Pendant la guerre civile russe, des Cosaques du Terek se battirent dans les deux camps. Cependant, ils s'opposèrent majoritairement aux bolchéviks et finirent par se soulever contre ces derniers à l'été 1918. Leur soulèvement fut férocement matée par l'armée rouge qui s'appuya pour cela sur des milices musulmanes (regroupées au sein de la colonne de la charia) qui leur étaient traditionnellement hostiles. 
En 1920, certains des Cosaques du Terek furent expulsés par les bolcheviks vers l'Ukraine et la Russie européenne nordique. Les Tchétchènes et les Ingouches furent alors encouragés à s'emparer de leurs villages (stanitsas) dépeuplés. Par la suite, le territoire des Cosaques du Terek fut progressivement scindé entre différentes républiques socialistes soviétiques autonomes (Daghestan, Tchétchénie-Ingouchie, Ossétie du Nord). 
En 1991-1994, les cosaques du Terek restants furent réprimés par la république tchétchène d'Itchkérie. Les raïons de Nadteretchni, Naourski et Chelkovskoï furent ainsi vidés de leurs derniers habitants cosaques. Opposés aux nationalistes tchétchènes, les cosaques du Terek soutinrent la fédération de Russie pendant les deux guerres de Tchétchénie.  
Aujourd'hui, certains Cosaques du Terek revendiquent la constitution d'un territoire qui leur soit propre entre les actuels Daghestan et Tchétchénie.

## Culture

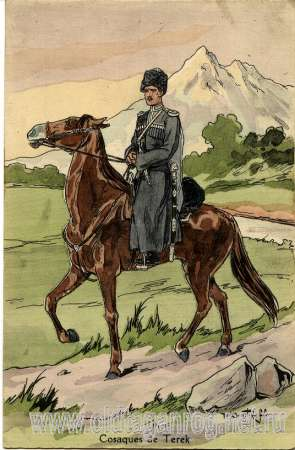
Cosaque de (!) Terek, carte postale de 1914.

Les Cosaques du Terek, comme leurs voisins du Kouban combinent dans leur culture des éléments d'origine russo-ukrainienne et des emprunts aux peuples des montagnes du Caucase. Leur uniforme traditionnel (noir rehaussé de bleu) : caftan tcherkesse (tcherkeska) avec dague, chachka et bachlyk, est de style caucasien.
Le mode de vie des Cosaques du Terek est bien décrit par Leon Tolstoï dans son roman Les Cosaques écrit lors de son séjour au Caucase en 1852.